# Plateosaurus
Plateosaurus („plochý ještěr“) byl rod poměrně velikého, po čtyřech chodícího býložravého „prosauropoda“, který žil v období pozdního triasu, zhruba před 227 až 210 milióny let.

## Význam
Jedná se o jednoho z nejznámějších a také nejrozšířenějších evropských dinosaurů z období triasu. V roce 2019 byl typovým druhem učiněn Plateosaurus trossingensis, formálně popsaný roku 1913.

## Rozšíření

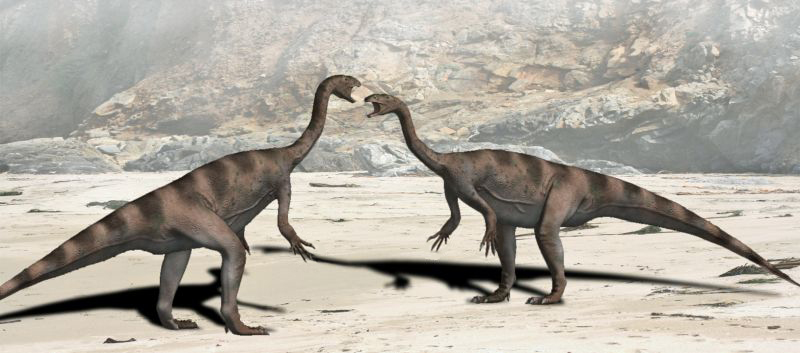
Dva plateosauři – ekologická scenérie.

Tento z mnoha více či méně kompletních koster (přes 100 exemplářů) známý dinosaurus patřil mezi nejhojnější dinosaury své doby a jeho fosilie jsou nacházeny v masových nalezištích. Potvrzují to i nálezy jeho fosilií v Německu, Švýcarsku, Anglii, Švédsku, Francii a Grónsku. Lebky některých exemplářů ze Švýcarska ukazují, že se možná jednalo o nové druhy tohoto rodu nebo dokonce o dosud neznámý samostatný rod sauropodomorfa.
Některé domnělé exempláře plateosaura však již byly v průběhu doby popsány pod jinými vědeckými jmény, například druh Ruehleia bedheimensis nebo Schleitheimia schutzi. Jihoafrický rod Plateosauravus byl původně popsán jako další druh tohoto rodu, ve skutečnosti se ale jednalo pouze o blízce příbuzný taxon z čeledi Plateosauridae.
V průběhu triasu bylo možné dostat se suchou nohou z jižní Gondwany až do oblasti dnešního Grónska, jak ukazuje objev sauropodomorfních dinosaurů (možná právě rodu Plateosaurus) z doby před asi 214 miliony let.

## Popis
Jde o prvního dinosaura, o kterém víme, že žil ve stádech. Ta pravděpodobně neustále migrovala za potravou. Živil se nízko rostoucím rostlinstvem, ale byl schopen se postavit na zadní a spásat horní větve stromů či stromových kapradin. Jednalo se o jednoho z prvních velkých a značně rozšířených dinosaurů v období svrchního triasu na území současné Evropy.
Plateosaurus disponoval relativně dlouhým krkem a ocasem, podobně jako jiní vyspělí plateosauridi. Na dlouhém krku měl hlavu, jež byla robustnější než například u anchisaura. V tlamě měl mnoho malých lopatkovitých zubů, které mu pomáhaly ukusovat potravu. Ta se zpracovávala až v žaludku pomocí gastrolitů – kamenů, které drtily potravu. Ze sudovitého trupu mu vyrůstaly dlouhé zadní končetiny, dvakrát tak dlouhé jako přední, které byly sice krátké, ale silné. Z pěti prstů předních končetin byl největší palec, zatímco krajní dva prsty zakrněly. Na prvních třech prstech byly velké zahnuté drápy, kterými se bránil a kterými vyhrabával podzemní části rostlin.

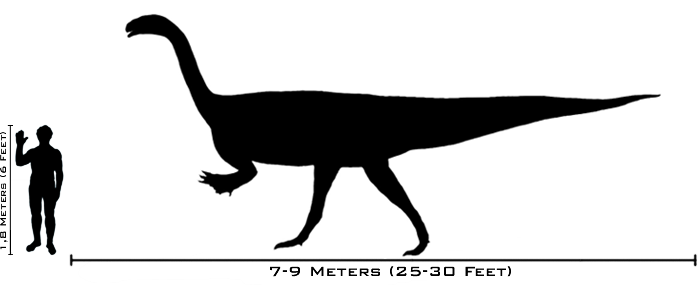
Porovnání velikosti člověka s plateosaurem.

## Růst a rozměry
Růst těla zástupců rodu Plateosaurus podle nejnovějších studií do značné míry závisel na vnějších podmínkách. Někteří přestali růst už po dosáhnutí délky 4,8 m (nejmenší známé exempláře), zatímco jiné dosahovaly více než dvojnásobné velikosti s váhou okolo 4 až 5 tun. Takovýto typ růstu, třebaže je typický pro plazy, nemusí znamenat, že plateosauři měli metabolizmus plazího typu (jak argumentuje např. Gregory S. Paul). Druh P. engelhardti dosahoval délky 8,5 metru a hmotnosti 1,9 tuny. Druh P. longiceps byl o trochu menší, při délce 8 metrů dosahoval hmotnosti 1,3 tuny. Podle jiného odhadu dosahovaly exempláře druhu P. engelhardti hmotnosti zhruba 920 kilogramů.
V roce 2020 byla publikována první popisná studie s tematikou osteologie postkraniální kostry (tj. kostry mimo lebku) u mláděte plateosaura. Tento malý a velmi mladý jedinec ze souvrství Klettgau ve Švýcarsku dostal přezdívku "Fabian" a zaživa byl dlouhý asi 2,3 metru a vážil kolem 40 kilogramů. Stupeň osifikace je u tohoto exempláře stejně vysoký jako u dospělých exemplářů, což je neobvyklá skutečnost. Tito dinosauři byli i ve velmi nízkém věku již velmi podobní dospělcům (tělesnými proporcemi i způsobem růstu).

## Systematika
Plateosaurus byl zástupcem čeledi Plateosauridae, jíž dal i své jméno. Blízce příbuznými rody jsou brazilské taxony Unaysaurus a Macrocollum a grónský rod Issi.

### Česká literatura
- SOCHA, Vladimír (2020). Pravěcí vládci Evropy. Kazda, Brno. ISBN 978-80-88316-75-6. (str. 60–62)